# George Britton Vogt
George Britton Vogt (ur. 1920, zm. 1991) – amerykański entomolog specjalizujący się w koleopterologii, zwłaszcza kózkowatych i stonkowatych.
Vogt urodził się 10 kwietnia 1920 roku w Baltimore w Maryland. Uczęszczał na University of Maryland, gdzie otrzymał tytuł licencjacki w 1941 i magistra w 1949. Podczas swoich studiów tam, interesował się chrząszczami i pluskwiakami, a szczególnie rodziną Scutelleridae. Przerwa w jego studiach spowodowana była stacjonowaniem w United States Public Health Service w Brownsville w Teksasie w latach 1846–1847. Po zakończeniu studiów został zatrudniony jako adiunkt na University of Maryland.
W 1949 zaczął pracę w Agriculture Research Service przy Department of Agriculture. W latach 1950–1952 został przydzielony do Birmy w celu rozwiązania problemów z moskitami. Wykorzystał to do zgromadzenia dużego zbioru tamtejszych owadów. W 1956 podróżował po Hiszpanii i Azji Południowo-Wschodniej szukając sposobu kontroli Halogeton, rodzaju chwastów z rodziny komosowatych. Później został członkiem Systematic Entomology Laboratory i został w United States National Museum na wiele lat. W 1972 zrezygnował na rzecz pracy w Southern Weed Science Lab w Stoneville w Mississippi. Na emeryturę odszedł w 1978, jednak dalej aktywnie uczestniczył w badaniach, dzieląc swój czas pomiędzy Southern Weed Science Lab i Entomology Lab w Waszyngtonie, aż do swojej śmierci w 1991.
Vogt znany był szczególnie z badań nad wykorzystaniem owadów w celu regulacji populacji chwastów. Jego prace obejmowały bogatkowate, kózkowate, stonkowate i ryjkowcowate.
Vogt był członkiem wielu organizacji i towarzystw naukowych, w tym: Entomological Society of America, Entomological Society of Washington, Society of Systematic Zoology, Coleopterists Society, American Association for the Advancement of Science oraz Washington Biologists' Field Club. Znalazł się również na liście American Men of Science.